# Tampichthys ipni
Tampichthys ipni är en fiskart som först beskrevs av Álvarez och Navarro, 1953.  Tampichthys ipni ingår i släktet Tampichthys och familjen karpfiskar. Inga underarter finns listade i Catalogue of Life.